# Минское городское кадетское училище
Ми́нское городско́е каде́тское учи́лище (бел. Мінскае гарадское кадэцкае вучылішча) — учреждение общего среднего образования, которое реализует образовательную программу базового образования (8—9 классы), образовательную программу среднего образования (10—11 классы), организует учебно-тренировочный процесс в целях подготовки спортивного резерва и (или) спортсменов высокого класса и может при реализации образовательной программы базового образования, образовательной программы среднего образования обеспечивать изучение отдельных учебных предметов, модулей на повышенном уровне, направленное на подготовку граждан к службе в воинских формированиях и военизированных организациях или на поступление в учреждения образования, осуществляющие подготовку кадров по специальностям для воинских формирований и военизированных организаций, и иные учреждения образования.
Учредителем училища является управление образования, спорта и туризма администрации Первомайского района г. Минска.

## История

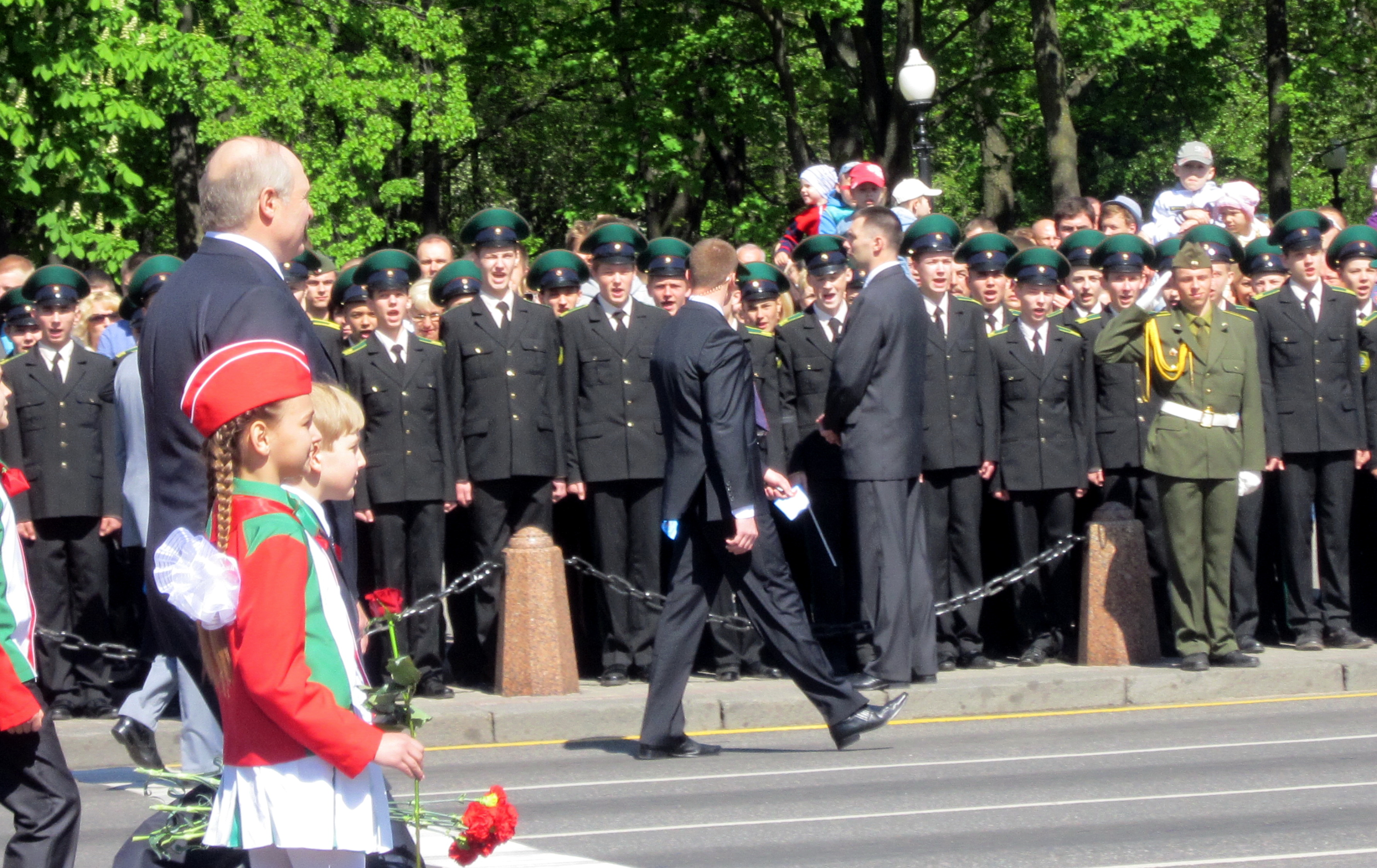
Президент РБ А. Г. Лукашенко проходит вдоль строя МГКУ № 2. Парад Победы 9 мая 2012 г., Минск, пр. Независимости.

Открыто Минским городским исполнительным комитетом совместно с Государственным пограничным комитетом РБ на основе положения о кадетском училище, утверждённым Указом Президента Республики Беларусь от 28 января 2010 года № 54 «О кадетских училищах», решения Мингорисполкома от 16 июня 2011 года № 1720 путём переименования государственного учреждения образования «Санаторная общеобразовательная школа-интернат № 2 г. Минска» в «Минское городское кадетское училище № 2». В 2018 году переименовано в Минское городское кадетское училище (решение Мингорисполкома от 28.12.2018 № 5300).
Начало свои первые занятия 1 сентября 2011 года, и к ним приступили первые 119 воспитанников. Первый урок провели полковник А. И. Соловейко и капитан Р. А. Волосиков; это был урок о Белоруссии, на котором ученикам рассказали об органах пограничной службы, особенностях подготовки будущих офицеров-пограничников.

### Первая присяга
1 февраля 2012 года более 100 воспитанников училища впервые принесли военную присягу и стали кадетами. Кадеты продемонстрировали свою подготовку — маршировали по площадке под звуки марша военного оркестра, громко приветствовали приглашённых гостей, среди которых были председатель Минского горисполкома Н. А. Ладутько и заместитель председателя Государственного пограничного комитета Республики генерал-майор В. П. Горбатенко. После присяги кадетов освятил православный священник.
На торжественном мероприятии Н. А. Ладутько отметил:

Защита Родины, служба Родине всегда являлась высшим мерилом мужества, ценности, гражданской ответственности… Кадетом быть престижно, отборочный конкурс сюда высокий. Потому что защита Родины всегда являлась высшим мерилом мужества, гражданской ответственности. Может быть, не все выпускники кадетского училища будут учиться в государственном учреждении образования Госпогранкомитета, но в любом случае из стен этого учебного заведения выйдут достойные граждане страны, готовые к несению службы в интересах государства. Это правильный выбор и самих ребят, и их родителей.

В. П. Горбатенко отметил, что училище курирует минский Институт пограничной службы, и сегодня кадетское училище следует рассматривать как резерв органов погранслужбы в Беларуси.

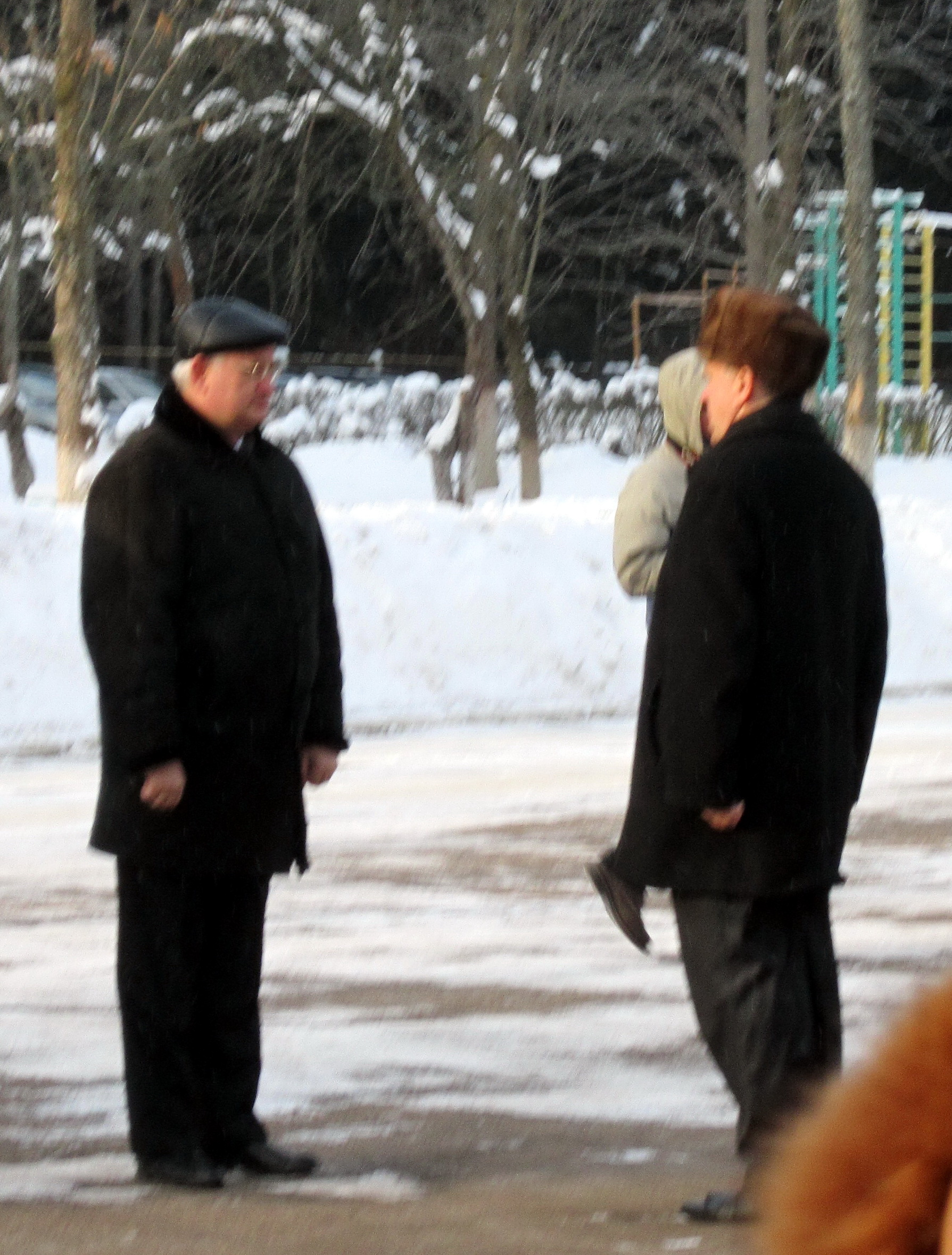
Рапорт директора училища И. С. Реута председателю горисполкома
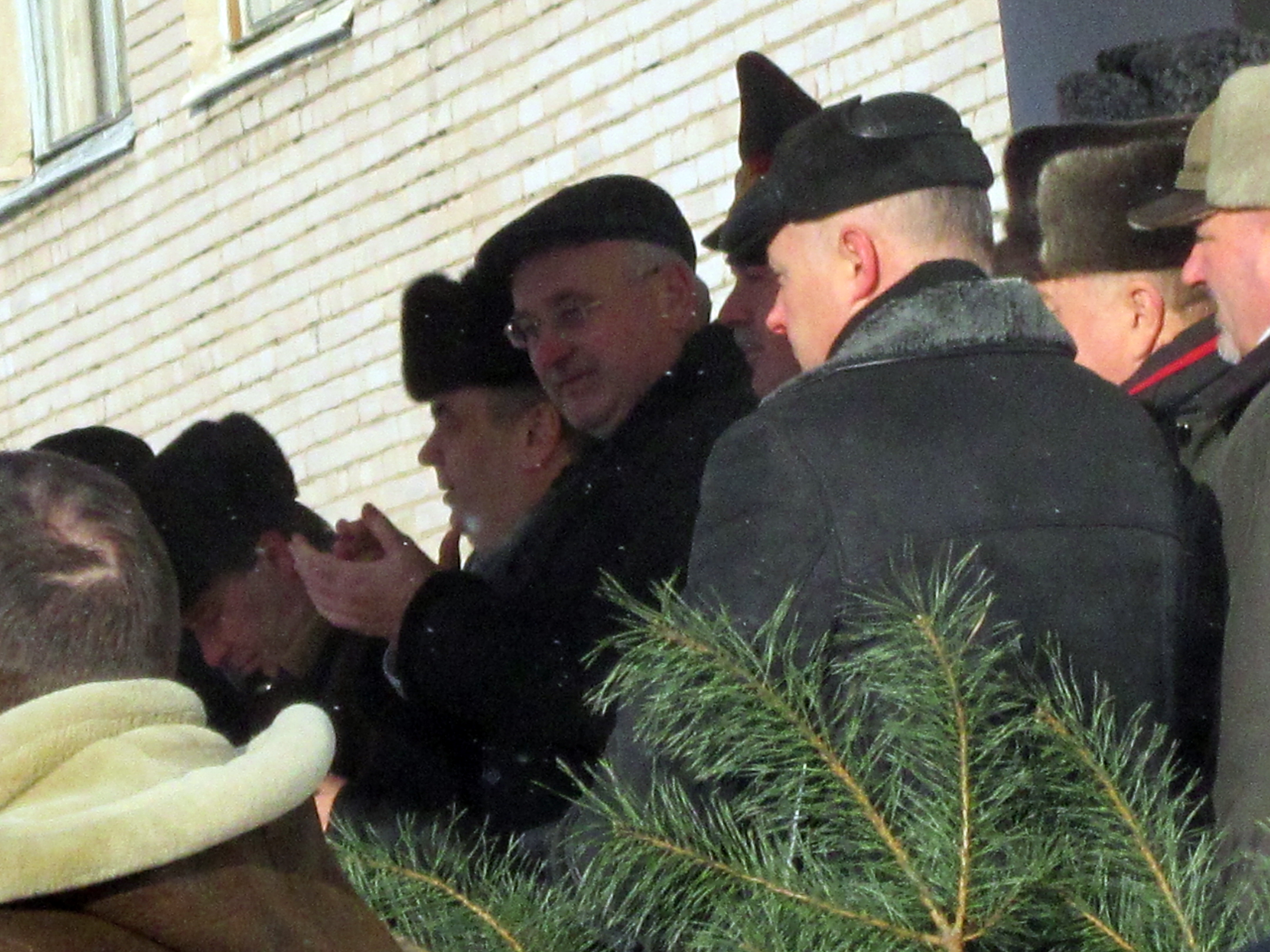
Председатель горисполкома Н. А. Ладутько
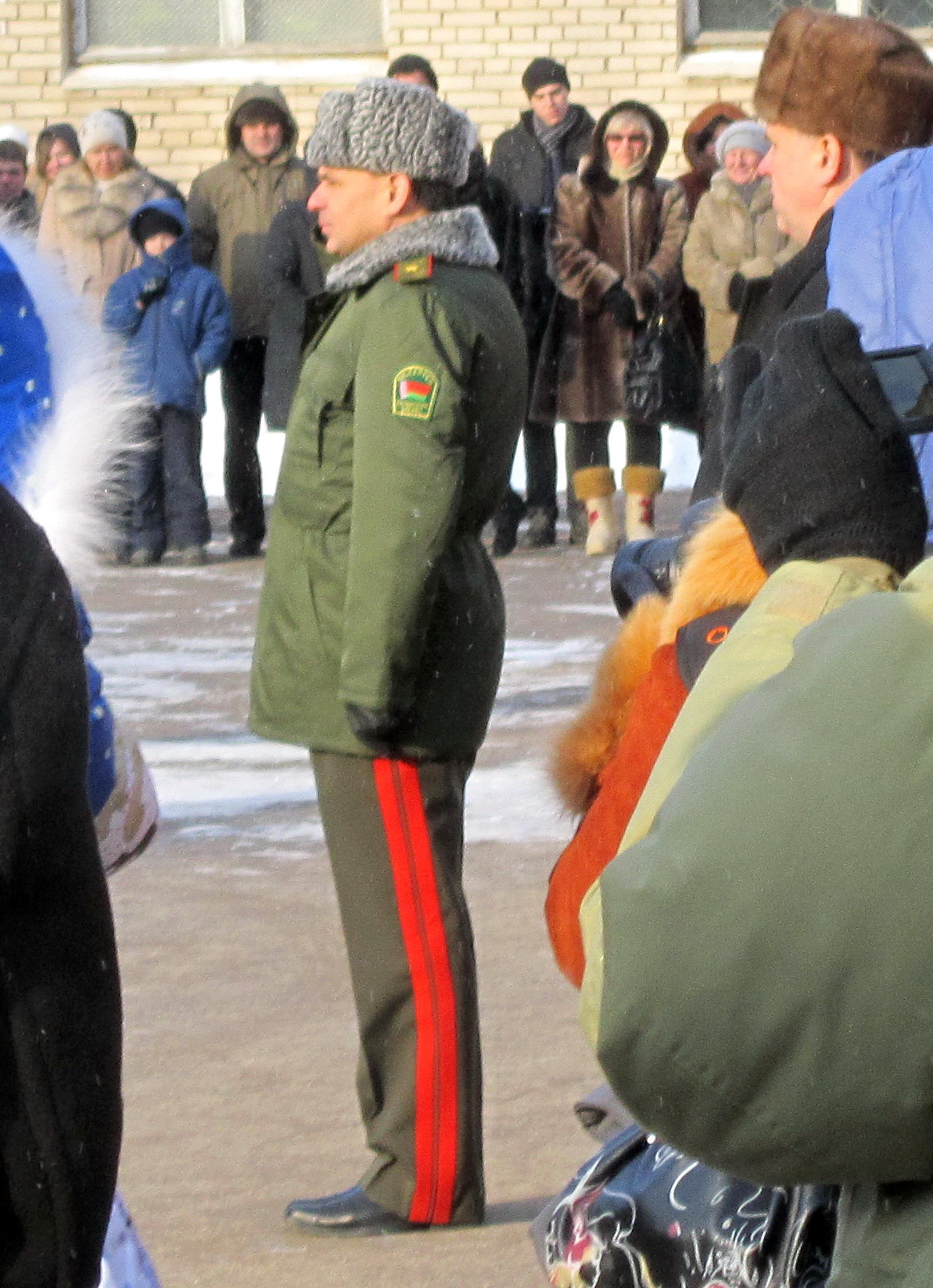
Выступление генерал-майора В. П. Горбатенко
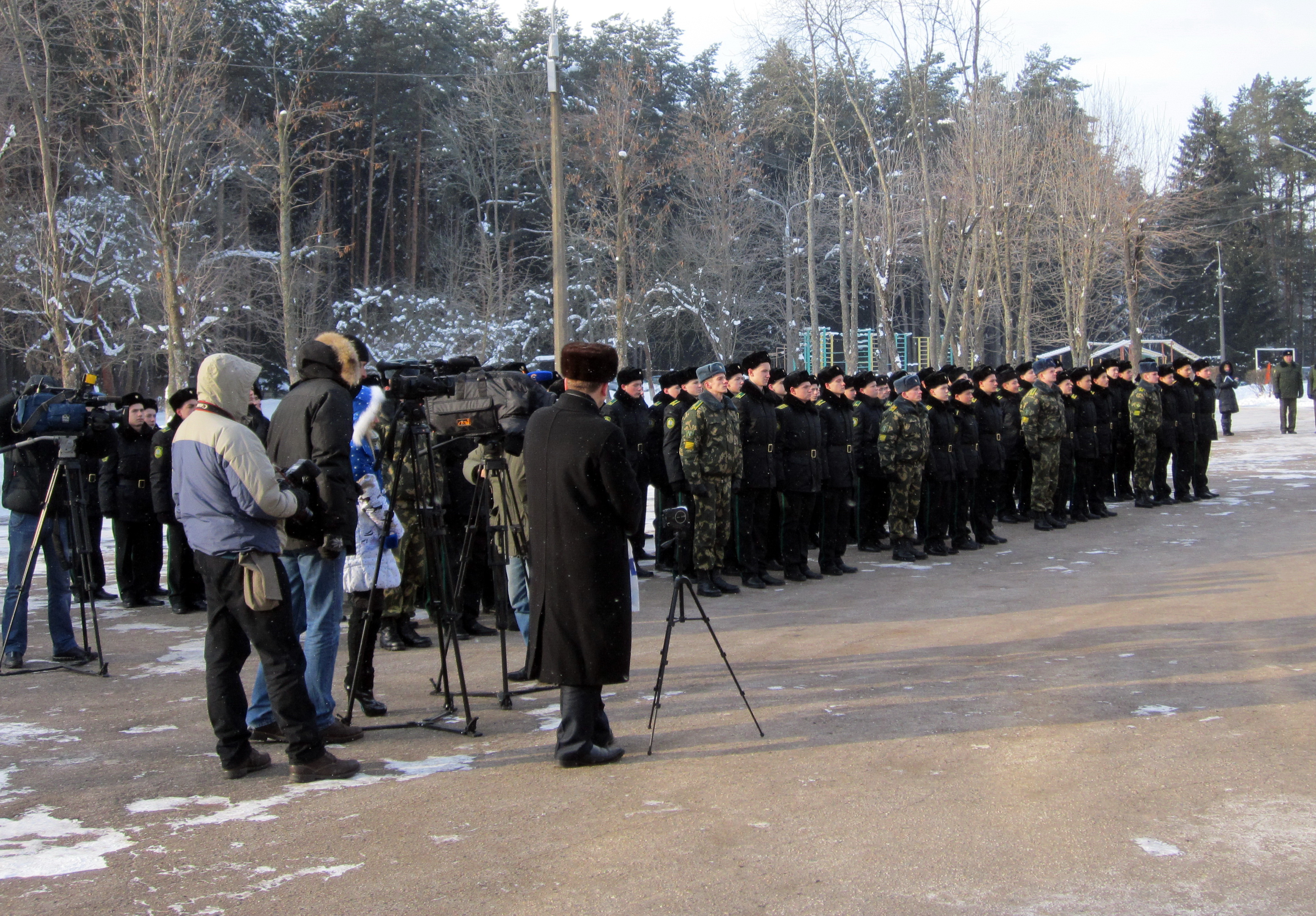
Кадеты во время присяги
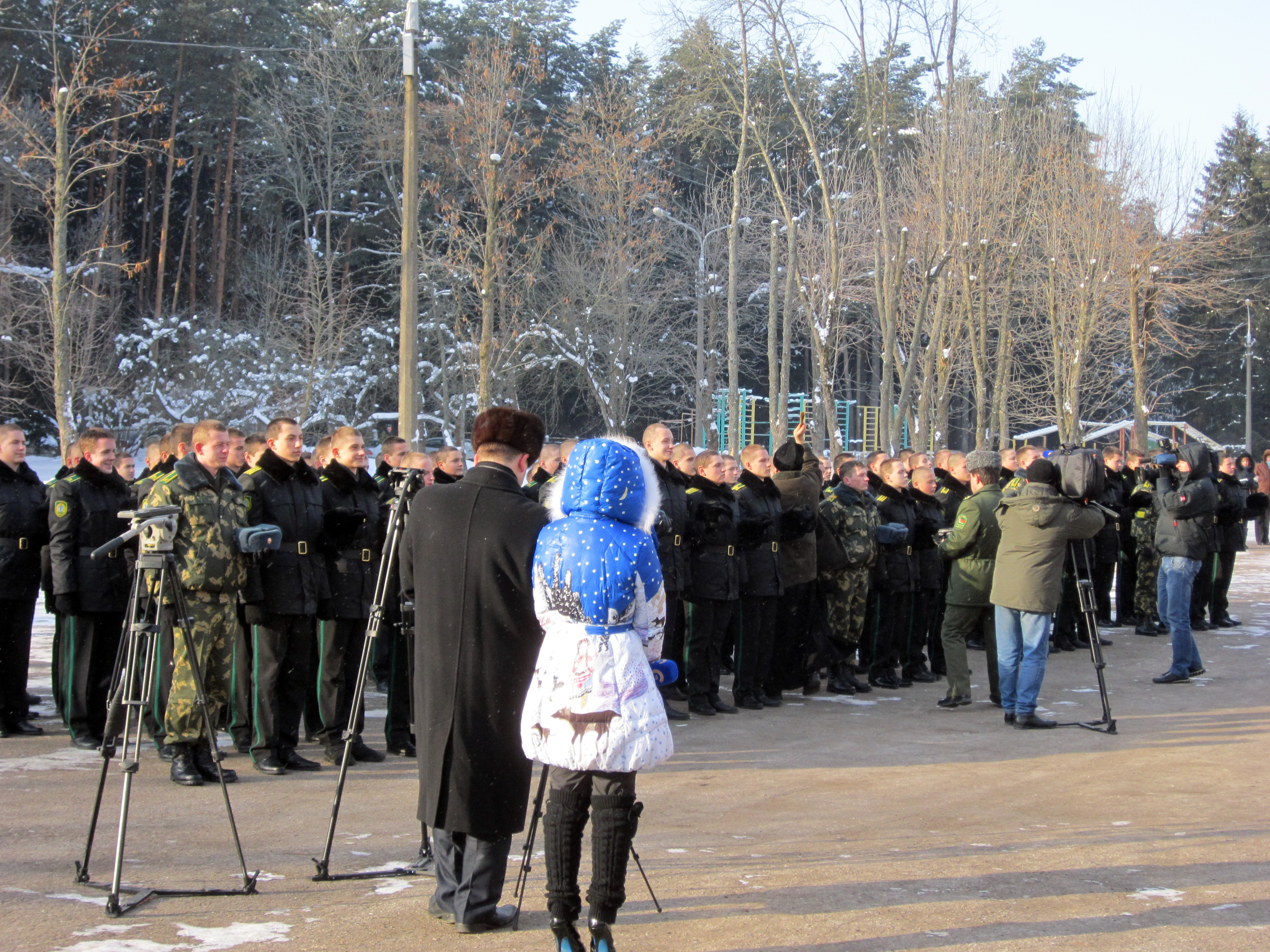
Освящение после присяги
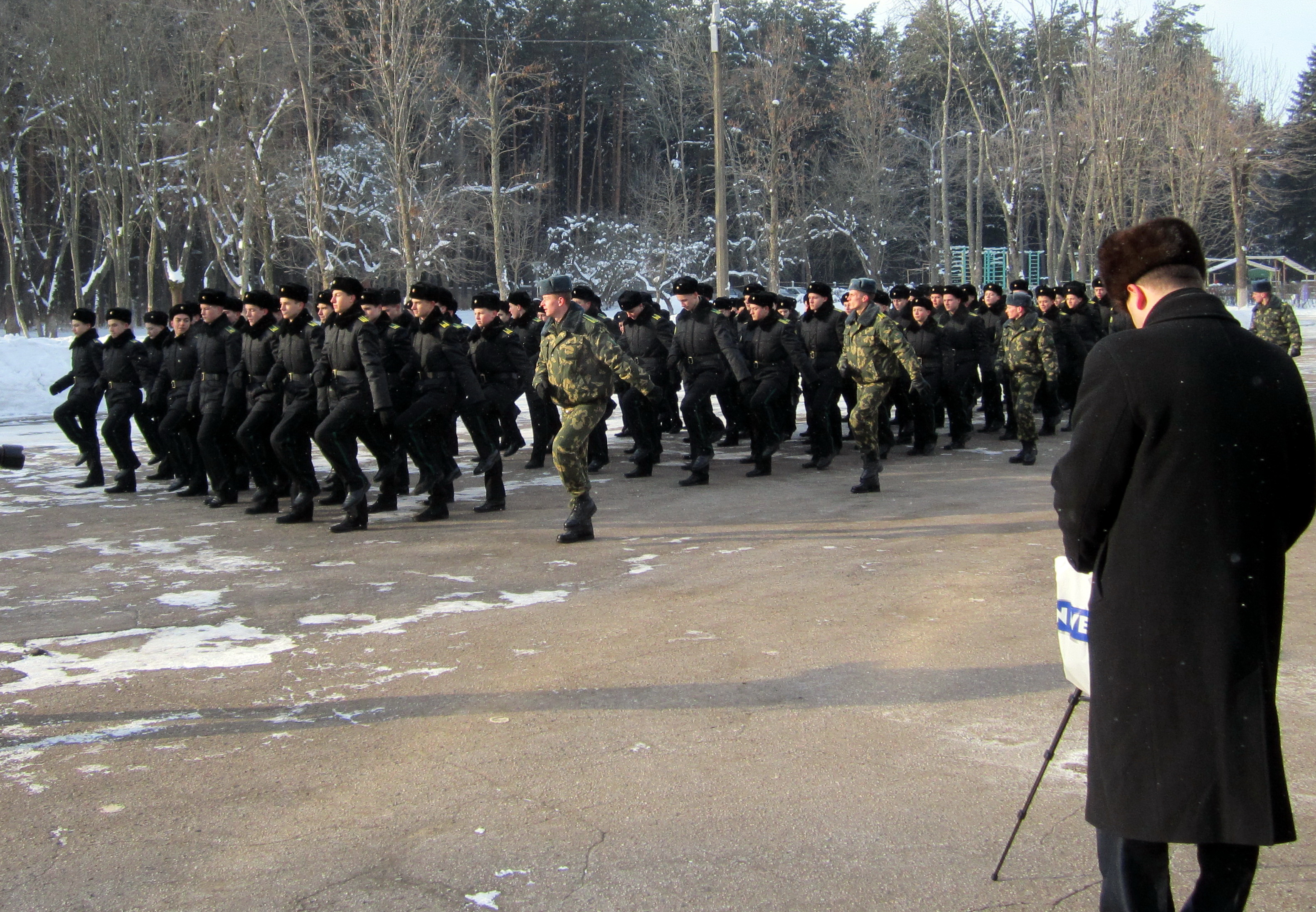
Торжественный марш после присяги
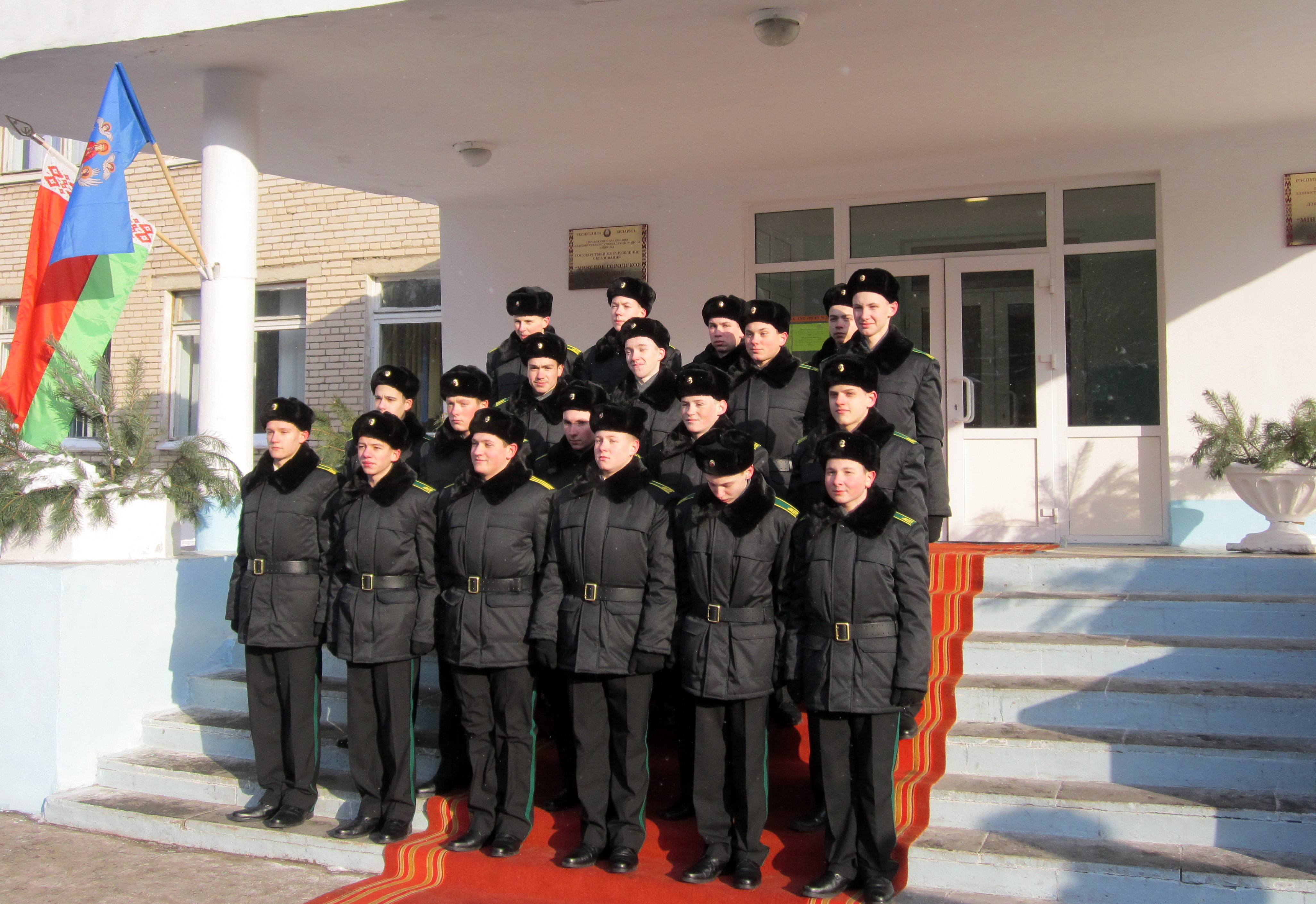
Кадеты после присяги (9 «Б» класс)

### Первый выпуск
12 июня 2014 года состоялся первый выпуск кадетов (39 выпускников). На торжественном мероприятии присутствовали высокопоставленные гости, в завершении церемонии состоялся вальс в исполнении выпускников 11‑х классов кадетского училища и выпускниц 9‑х классов средней школы № 70 г. Минска.
Из кадетов первого выпуска больше 75% учащихся решили продолжить обучение в высших военных учебных заведениях, более половины из них подали документы в Институт пограничной службы.

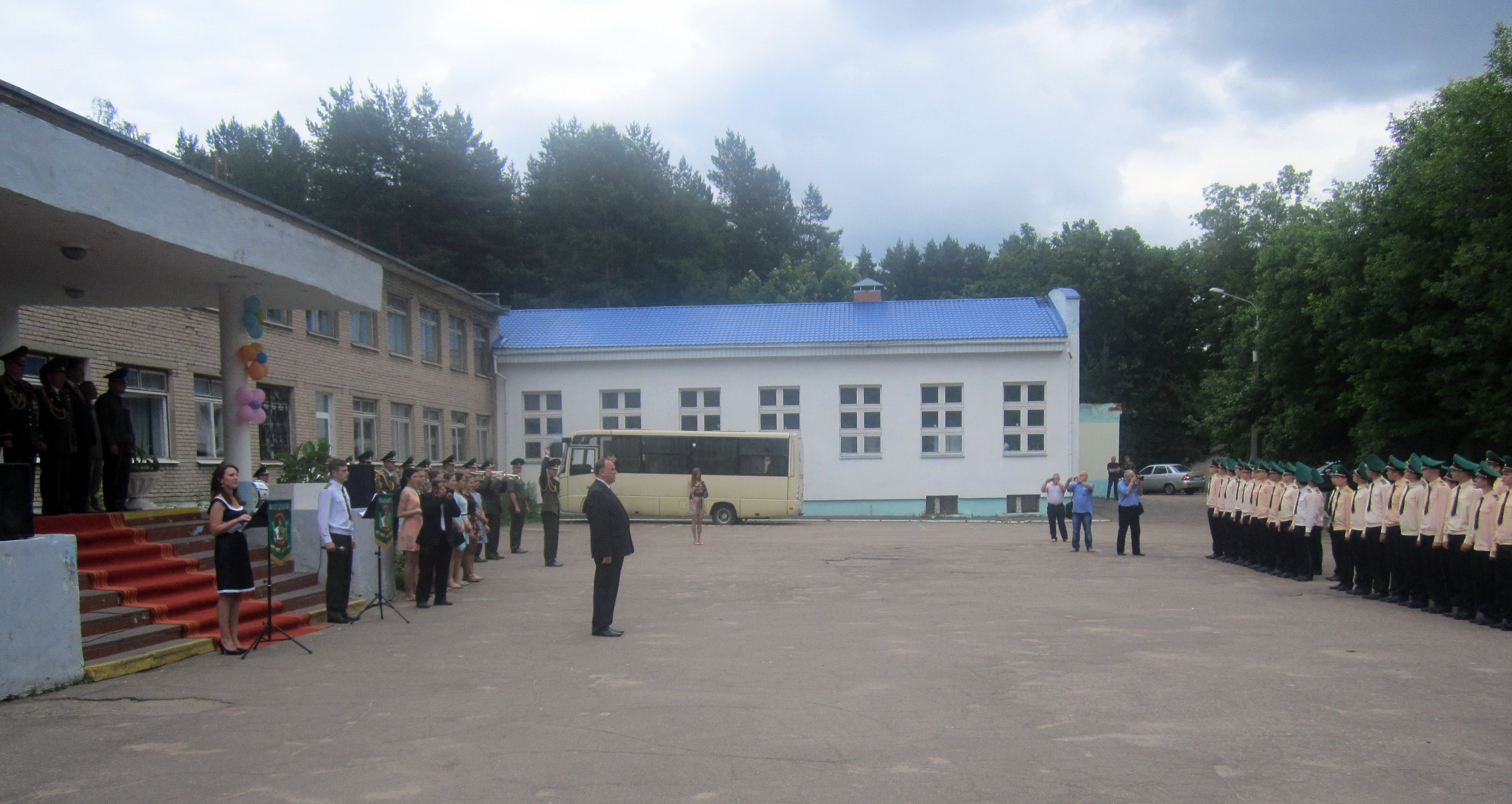
Построение кадетов
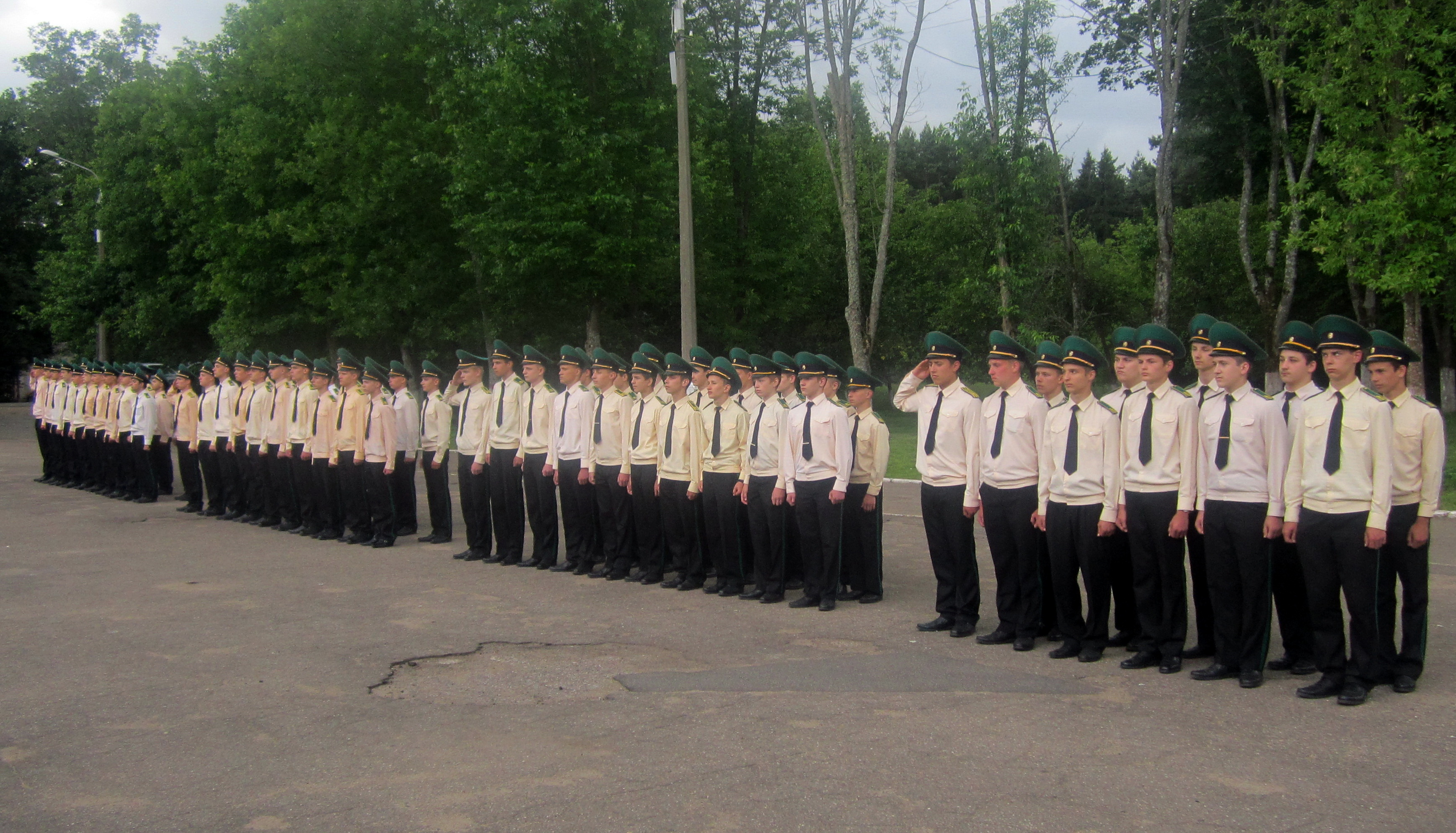
Первые выпускники (11-е и 9-е классы)
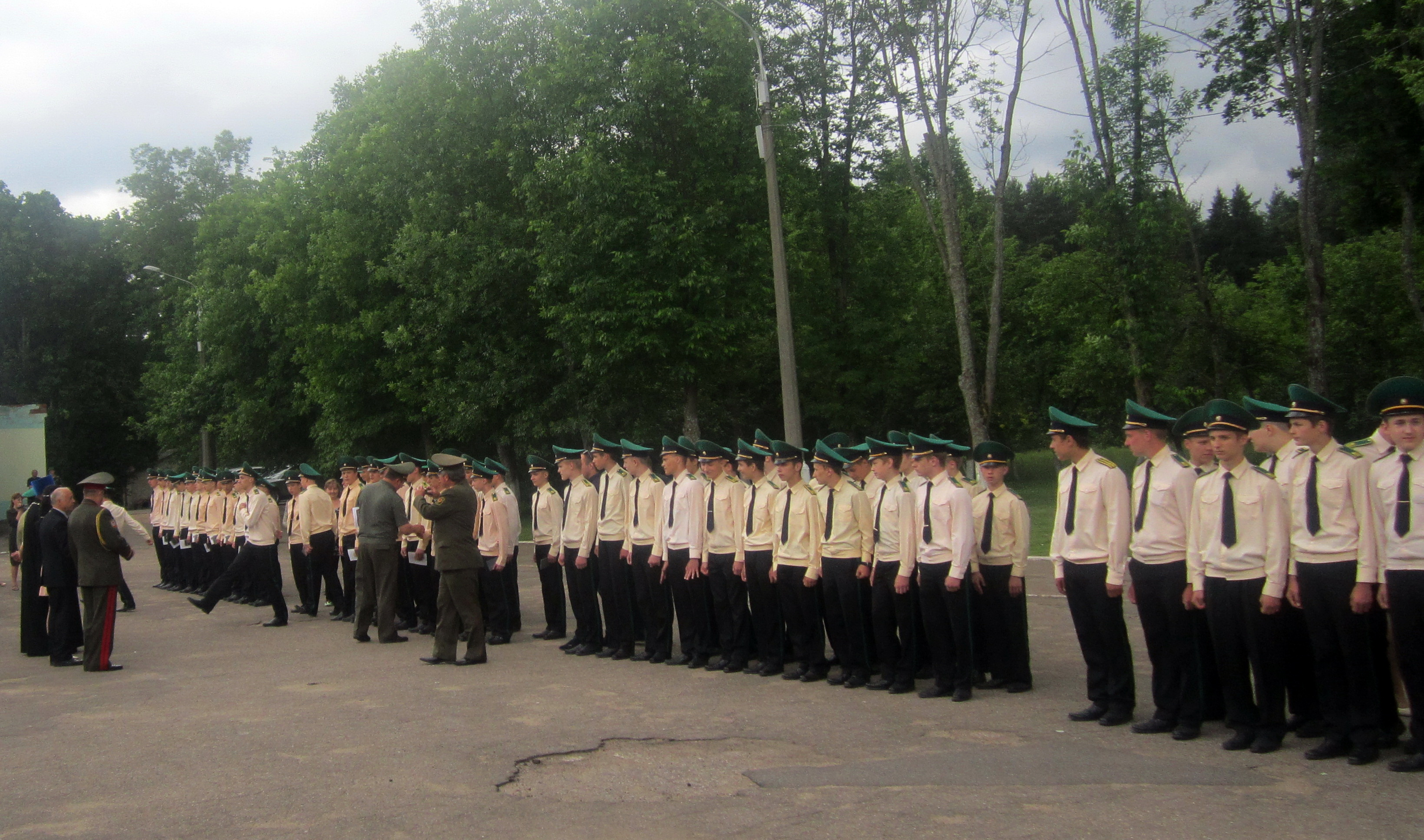
Вручение документов об окончании училища
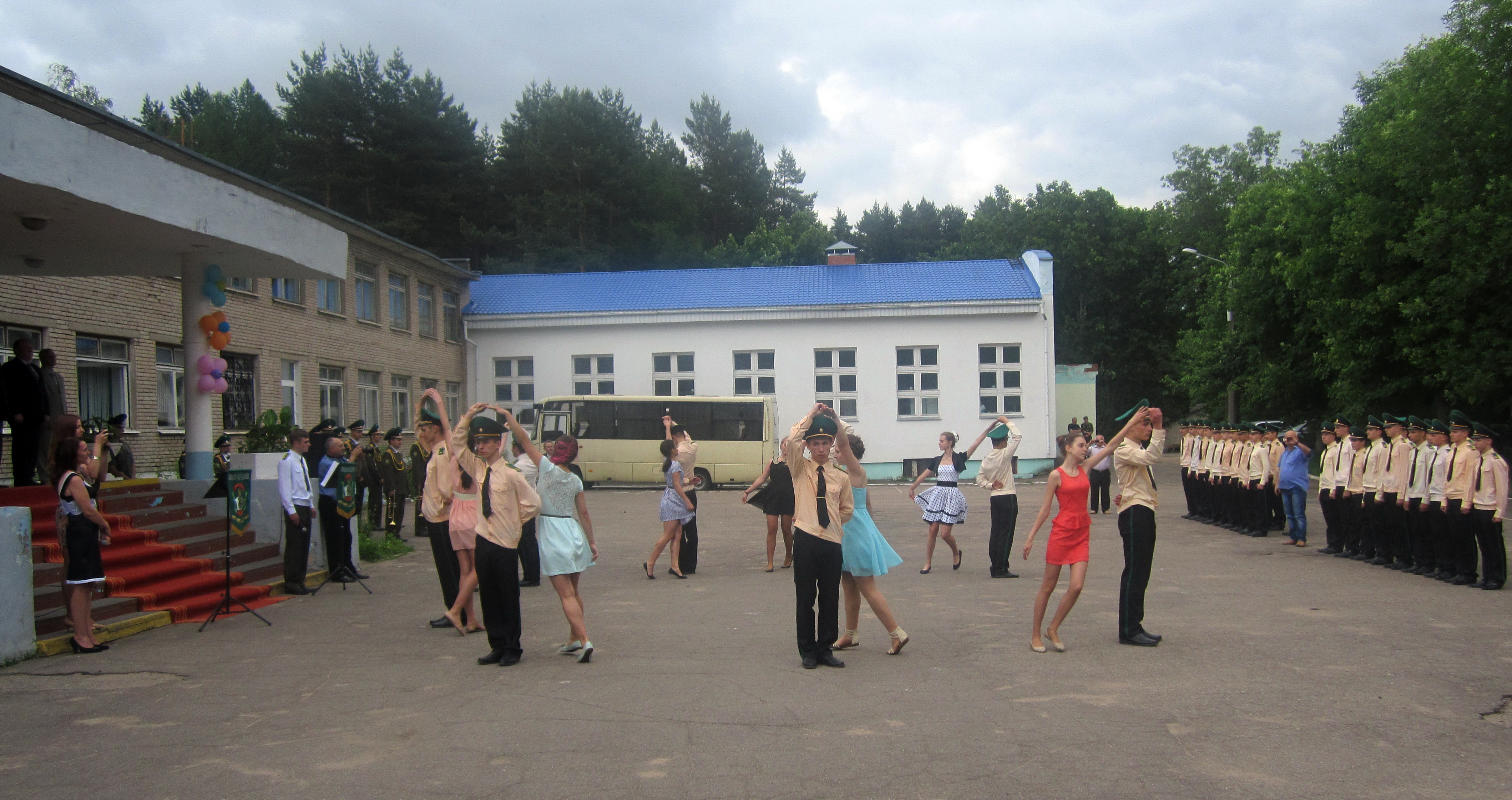
Выпускной вальс
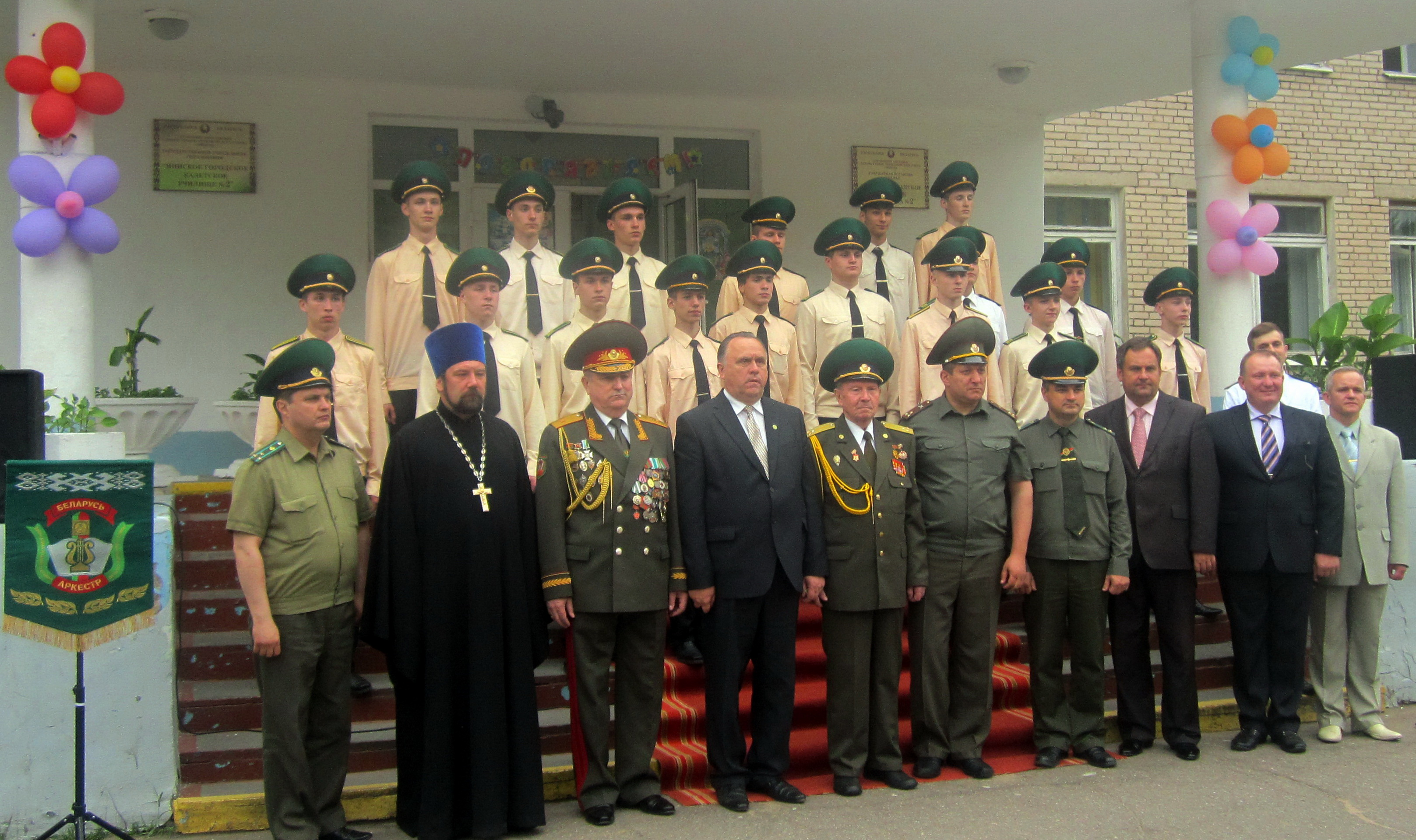
Первые выпускники (11 «Б» класс с руководством училища и гостями)

## Условия обучения
Учащиеся 5 дней в неделю обучаются и проживают на территории училища, для чего предусмотрено два жилых корпуса; в выходные дни и каникулы находятся дома. Кадеты обеспечиваются бесплатным питанием и проживанием в интернате (здание училища). Воспитанием учащихся занимаются офицеры запаса. Кроме основной учебной программы, имеются факультативы. Особое внимание уделяется строевой и огневой подготовке (в которых кадетам помогают курсанты Института пограничной службы), спорту.
По окончании 8‑х и 10‑х классов проходят 18‑дневные полевые сборы, где воспитанники овладевают навыками огневой подготовки и основами несения военной службы. Предусмотрены поощрения для отличников учёбы. Ежегодно 12 лучших кадетов отправляются на сборы в НДЦ «Зубрёнок».
В канун Дня пограничников среди кадетов училища проводится военно-спортивная игра «Зарница», в ходе которой воспитанники проверяются на прочность, проверяется их физическая подготовка, смекалка, знание истории погранвойск, умение ориентироваться на местности и решать внезапно возникающие проблемы.